# Notopleura cincinalis
Notopleura cincinalis är en måreväxtart som beskrevs av Charlotte M. Taylor. Notopleura cincinalis ingår i släktet Notopleura och familjen måreväxter. Inga underarter finns listade i Catalogue of Life.